# دائرة عماري
دائرة عماري هي إحدى دوائر ولاية تيسمسيلت الجزائرية.